# Arc butant

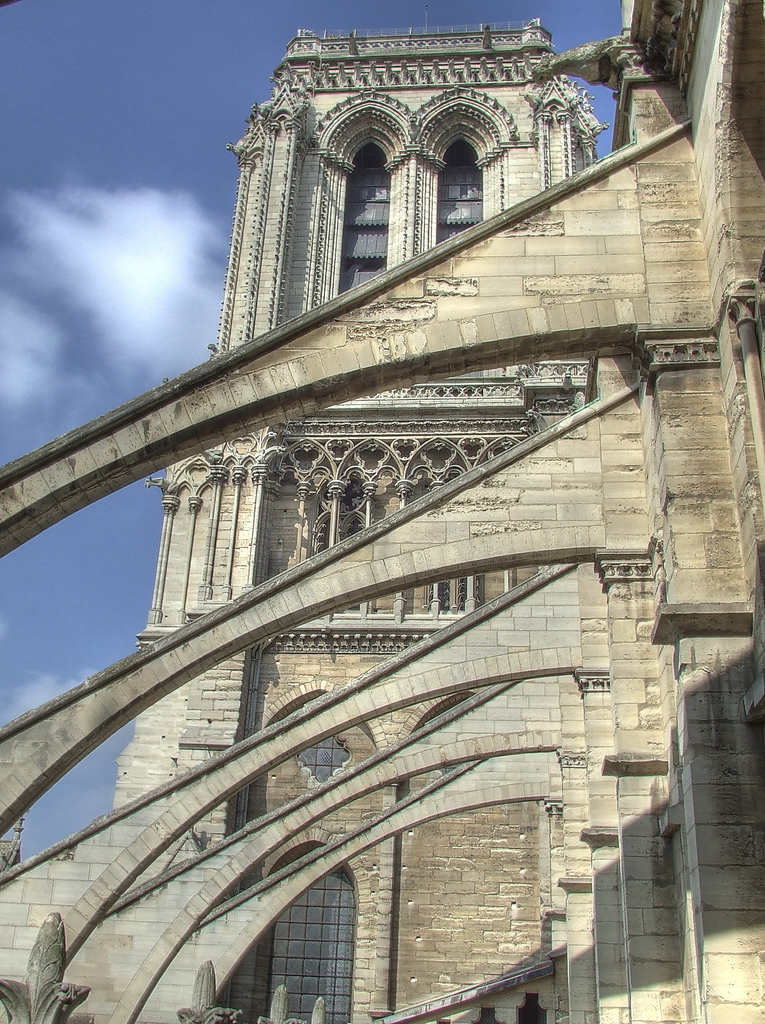
Arce butante la catedrala Notre Dame din Paris

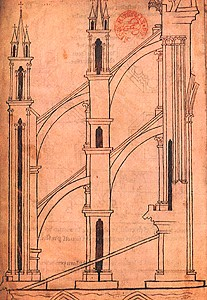
Schițe de arce butante ale lui Villard de Honnecourt la catedrala din Reims

Arcul butant este un element structural specific arhitecturii gotice, derivat din contrafort, al cărui rol este contraîmpingerea arcadelor interioare, preluarea și distribuirea la sol a sarcinilor.